# (11910) 1992 KJ
(11910) 1992 KJ est un astéroïde de la ceinture principale d'astéroïdes découvert en 1992.

## Description
(11910) 1992 KJ a été découvert le 28 mai 1992 à Kiyosato (Japon) par Satoru Ōtomo.

### Caractéristiques orbitales
L'orbite de cet astéroïde est caractérisée par un demi-grand axe de 2,21 UA, un périhélie de 1,86 UA, une excentricité de 0,16 et une inclinaison de 2,100° par rapport à l'écliptique. Du fait de ces caractéristiques, à savoir un demi-grand axe compris entre 2 et 3,2 UA et un périhélie supérieur à 1,666 UA, il est classé, selon la JPL Small-Body Database, comme objet de la ceinture principale d'astéroïdes.

### Caractéristiques physiques
(11910) 1992 KJ a une magnitude absolue (H) de 14,4 et un albédo estimé à 0,051.